# 사에키 시게하루
사에키 시게하루(일본어: 佐伯茂治)는 코나미 소속 게임 음악 작곡가이다.
숏쵸(ショッチョー)명의로 코나미의 리듬게임 브랜드 비마니 시리즈의 《GUITARFREAKS&drummania》시리즈를 중심으로 활동하고 있다. 숏초란 이름의 유래는 불고기방에서 소장(小腸, 쇼초)만 먹어서 생긴 것이라고 한다.